# Marimekko
Marimekko (NASDAQ OMX: MMO1V) er en finsk boligudstyr-, tekstil- og modevirksomhed. Den er især kendt for sine kollektioner med simpelt print i lyse farver, som benyttes både i kvindebeklædning og i boligudstyr. Især to designere, Vuokko Nurmesniemi, med tykke striber, og Maija Isola, med store simple blomstrede print, skabte hundredvis af forskellige mønstre og havde en væsentlig rolle i forhold til at gøre Marimekkos navn kendt i verden. I 2008 var virksomhedens omsætning på 80 mio. euro, og der var 414 ansatte. Virksomhedens hovedkvarter ligger i Helsinki, og der er 84 butikker på verdensplan.

## Historie
Marimekko blev etableret i 1951 af Viljo og Armi Ratia, efter at Viljos olietøjsfabriksprojekt slog fejl og i stedet blev omdannet til en kvindebeklædningsfabrik. Armi spurgte nogle kunstnervenner om at omdanne deres grafiske design til tekstiler. Efterfølgende designede og solgte fabrikken en produktionslinje med deres grafiske design.
I 1957 inviterede Finlands ledende industrielle designer Timo Sarpaneva virksomheden til at præsentere på på et modeshow i Triennale i Milano. Til trods for at showet blev aflyst, var det en tidlig anerkendelse af mode som industriel kunst og Marimekkos nøglerolle i processen. Kvindebeklædningskollektionen blev til sidst udstillet i det nærliggende Rinascente stormagasin af udstillingsleder Giorgio Armani.
Virksomheden spillede en væsentlig rolle i 1960'ernes mode.
Anno 2011 er der Marimekko-butikker i New York City, Cambridge, Oxford, Miami og Vancouver. I september 2011 var der 84 butikker i verden. Butikkerne findes bl.a. i Finland, Norge, Sverige, Danmark, Tyskland, USA, Canada, Australien, New Zealand, Kina, Taiwan, Sydkorea, Japan og Dubai.

## Ekstern henvisning
- Officiel hjemmeside